# Lijst van beelden in Meierijstad
Dit is een (onvolledige) chronologische lijst van beelden in Meierijstad. Onder een beeld wordt hier verstaan elk driedimensionaal kunstwerk in de openbare ruimte van de Nederlandse gemeente Meierijstad, waarbij beeld wordt gebruikt als verzamelbegrip voor sculpturen, standbeelden, installaties, gedenktekens en overige beeldhouwwerken.

## Schijndel
- De voormalige gemeente Schijndel telt circa 20 beelden. Zie Lijst van beelden in Schijndel voor een overzicht.

## Sint-Oedenrode
- De voormalige gemeente Sint-Oedenrode telt ruim 40 beelden. Zie Lijst van beelden in Sint-Oedenrode voor een overzicht.

## Veghel
- De voormalige gemeente Veghel (gemeente) telt ruim 20 beelden. Zie Lijst van beelden in Veghel voor een overzicht.